# Dealul Visoca
Dealul Visoca är en kulle i Moldavien.   Den ligger i distriktet Soroca rajon, i den norra delen av landet. Toppen på Dealul Visoca är 348 meter över havet.
Terrängen runt Dealul Visoca är huvudsakligen platt. Trakten runt Dealul Visoca består till största delen av jordbruksmark.